# 奈瓦沙

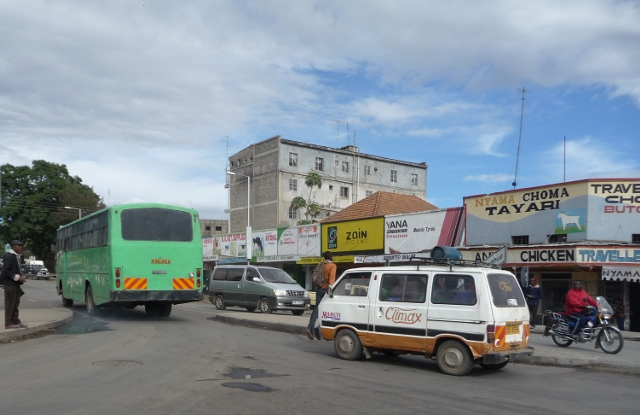
奈瓦沙

奈瓦沙（Naivasha）是東非國家肯亞的城鎮，由裂谷省負責管轄，位於首都奈羅比西北面的奈瓦沙湖畔，海拔高度1,900米，主要經濟活動是農業，1999年人口14,563。
2019年10月16日，連接內羅畢和奈瓦沙的内罗毕－马拉巴标准轨铁路（内马铁路）一期通車。
0°43′13″S 36°25′43″E / 0.72028°S 36.42861°E